# Bistecche a cena
Bistecche a cena (High Steaks)  è un film del 1962 diretto da Gene Deitch. Il film è il centodiciottesimo cortometraggio della serie Tom & Jerry e il quarto dei tredici a essere stato prodotto nello studio Rembrandt Films situato a Praga, capitale della Cecoslovacchia (oggi Repubblica Ceca), e distribuito il 23 marzo 1962. Il titolo originale del corto è un gioco di parole sulla frase High stakes, che tradotta letteralmente in italiano significa "La posta alta è in gioco".

## Trama
In giardino, Clint Clobber sta cucinando delle bistecche alla griglia. Jerry ingolosito cerca di raggiungerlo, ma Tom lo blocca con una forchetta, per poi lanciarlo nel seminterrato. Jerry non si dà per vinto e torna anche lui con una forchetta, con cui sfida Tom a scherma; al termine dello scontro quest'ultimo infilza nel sedere Clint, che si infuria con il gatto. Dopo altri scambi fra i due, al termine dei quali ci va di mezzo Clint, Jerry blocca la coda di Tom nella griglia e quest'ultimo si tuffa in una piscina, abbattendo nel mentre il tavolo su cui Clint sta mangiando. L'uomo salva il gatto dall'annegamento, dopodiché lo picchia e lo lega a una sedia a sdraio dotata di rotelle. Mentre Clint continua a grigliare le bistecche, Jerry attacca la sedia a sdraio su cui Tom è legato alla parte posteriore di un'automobile ferma al semaforo, che poco dopo riparte, dopodiché si arrampica sul tavolo per mangiare una delle bistecche cotte da Clint.